# Avalon (Pensilvania)
Avalon es un borough ubicado en el condado de Allegheny, en el estado estadounidense de Pensilvania. En el año 2000 tenía una población de 5294 habitantes y una densidad poblacional de 1744.8 personas por km².

## Geografía
Avalon se encuentra ubicado en las coordenadas 40°30′4″N 80°4′7″O / 40.50111, -80.06861.

## Demografía
Según la Oficina del Censo en 2000 los ingresos medios por hogar en la localidad eran de $29 236 y los ingresos medios por familia eran $41 327. Los hombres tenían unos ingresos medios de $31 568 frente a los $24 149 para las mujeres. La renta per cápita para la localidad era de $18 594. Alrededor del 11.3% de la población estaba por debajo del umbral de pobreza.